# Williams-szindróma
A Williams-szindróma (más néven Williams–Beuren-szindróma) egy ritka (becslések szerint átlagosan 20 000 szülésből egy esetben előforduló) genetikai rendellenesség, melyet először 1961-ben írtak le, mint elkülöníthető és ugyanakkor összefüggő tünetegyüttest. Lényege az elasztintermelés zavara, amely számos testi és lelki sajátosságot okoz.
A Williams-szindrómás igazi társasági lény, szeret barátkozni, beszélgetni idegenekkel.

## Genetikai profil

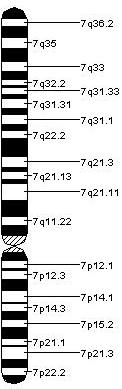
A humán 7. kromoszóma

A tanulmányozott Williams-szindrómás esetek 95, vagy ennél magasabb százalékában a hetes kromoszóma pár egyikén levő elasztin gén (ez a gén kódolja az elasztin nevű fehérjét, ami biztosítja az érfalak erősségét és elaszticitását) hiányzik. Tehát a normál esetben két példányban jelen levő gén egyik kópiája hiányzik. Nagy valószínűséggel ez az elasztin géndeléció az oka a Williams-szindróma sok fizikai jellegzetességének. A betegek több mint 90%-ában legalább 15-20 másik gén is hiányzik az elasztin gén körüli kromoszóma szakaszon. Az egyéb orvosi és fejlődési problémák közül pedig számosért valószínűleg a 7. kromoszóma elasztin génjéhez közeli további genetikai anyag deléciója a felelős. Ne feledkezzünk meg azonban arról, hogy minden Williams-szindrómás egyén rendelkezik egy teljesen ép kromoszómával is, csupán a másik deletált. A legtöbb gén kitűnően működik egy kópiával is, azonban előfordulhat, hogy az az egy nem képes elég fehérje terméket előállítani (a gének tartalmazzák a fehérjék előállításához szükséges információt) bizonyos helyzetekben. Ezek az ún. dózis érzékeny (haploinszufficiens) gének, és csak ezek deléciója felelős a WS tüneteiért. A legtöbb családban a Williams-szindrómás gyermek az egyedüli, aki sérült az egész tágabb értelemben vett rokonságot tekintve is (tehát nem örökölt betegségről van szó). Azonban a Williams-szindrómás személy már 50%-os eséllyel továbbörökíti gyermekeire a tünetegyüttest.

## A Williams-szindróma általános tünetei

### Jellegzetes manószerű arc
A legtöbb Williams-szindrómás ember hasonló arckarakterrel rendelkezik. Ehhez tartozik a szélesebb orrgyök, a kisebb, turcsi orr, a nagyobb távolság az orr és a száj között, az előre álló szélesebb ajkak (melyeket időnként nyitva felejt), a kis áll, a szemek körüli duzzadtság, a távolabb elhelyezkedő fogak. A kék, vagy zöld szemű egyének íriszén csillagszerű mintázat figyelhető meg. Nyelvük általában nagyobb, hangjuk pedig mélyebb. Ezek a jellemzők a korosodás során egyre kifejezettebbek lesznek.

### Szív és érrendszeri problémák
A Williams-szindrómás egyének legtöbbje szembesülni kényszerül élete során valamilyen szív, vagy érrendszeri problémával. Legtöbbször az aorta (supravalvuláris aorta sztenózist, SVAS-t okozva), vagy a tüdő artériák szűkülnek be. A különböző mértékű szűkületeknek azonban változatos lehet a mértéke és helye, enyhétől a súlyosig (mely azonnali sebészeti korrekciót kíván) terjedve. Mivel az érszűkületek, vagy a magas vérnyomás kialakulásának nagyobb a kockázata az idő előrehaladtával, ezért a kardiológiai státusz rendszeres felülvizsgálata szükséges.

### Hiperkalcémia (emelkedett vérkalciumszint)
Néhány Williams-szindrómás csecsemő vérének kalciumszintje megemelkedik. Ennek a gyakorisága és az oka azonban ismeretlen. Ha hiperkalcémia fordul elő, akkor az extrém hasi érzékenységet és panaszokat – kólikát – okoz. Alkalomadtán diéta, vagy orvosi kezelés szükséges. A legtöbb esetben a probléma magától megoldódik és a csecsemő egyéves kora utánra kinövi panaszait, azonban a kalcium és D-vitamin metabolizmus abnormalitása később is előfordulhat, ezért ezek szintjét folyamatosan figyelemmel kell kísérni.

### Alacsony születési súly / lassú súlygyarapodás
A legtöbb Williams-szindrómás gyermek egészséges gyermekeknél alacsonyabb testsúllyal jön a világra. A lassú súlygyarapodás, különösen az első pár év során, szintén gyakori probléma. Ezeket a gyerekeket lassan fejlődőként diagnosztizálják. A felnőttek magassága és súlya egy kicsit kisebb az átlagnál.

### Etetési problémák
Sok csecsemő és kis gyermek küzd evési problémákkal. Ezeket legtöbbször gyenge izomtónus, vagy szopó reflex, nehézkes szopás/nyelés, tapintási elégtelenség, stb. okozza. A problémák többsége az idők során megoldódik, ahogy a gyermek növekszik.

### Hasi érzékenység (csecsemőkori kólika)
Sok Williams-szindrómás csecsemő küzd hosszabb ideig ezzel a problémával, mely tipikusan a 4-10. hónap között jellemző, majd megszűnik. Néha a kimutatható hiperkalcémiához kapcsolható. Abnormális alvási időbeosztást okozhat, melynek a fő jellemzője a nehéz elalvás és az éjszakai ébrenlét folyamatos sírással.

### Fogászati rendellenességek
Enyhén kisebb fogak, nagy közökkel a jellemzőek a Williams-szindrómás gyermekekre. A fogak alakja, megjelenése, hiánya szintén lehet különböző mértékben rendellenes, szabálytalan okklúziót (fogsorzáródást) okozva. Az esetek többségében fogászati, fogszabályzási korrekció szükséges.

### Vese-rendellenességek
Nagyobb valószínűséggel fordulhatnak elő a vese struktúrájával és/vagy funkciójával kapcsolatos problémák. Gyermekkorban például nehezen lesznek ágy-, majd szobatiszták. Előfordulhat részleges vizeletinkontinencia (vizelet visszatartási probléma) később is.

### Sérvek, középfülgyulladások
Az átlag populációhoz képest szintén nagyobb a valószínűsége a lágyék- és köldöksérvek előfordulásának, valamint a gyakori középfülgyulladásnak.

### Hiperakuszisz (túlérzékeny hallás)
A Williams-szindrómás emberek hallása gyakran túlérzékeny a többi emberéhez viszonyítva. Bizonyos frekvenciák, vagy zajszintek fájdalmasak, vagy ijesztőek lehetnek az ilyen egyén számára. Ez az állapot a korral súlyosbodik. A jelenségnek jó oldala is van, mivel gyakran átlag feletti zenei hallással (gyakran abszolút hallással) jár, ami zenei tehetséget jelent.

### Izom- és vázrendszeri problémák
A Williams-szindrómás gyermekekre jellemző a jelentősen gyengébb izomtónus és a lazább ízületek. Ugyanakkor, ahogy a gyermek idősebbé válik, deformitást okozó izomzsugorodások (kontraktúrák), merevebb, kötöttebb ízületek alakulhatnak ki. A megfelelő fizikoterápia és gyógytorna nagyon fontos az izomtónus, izomerő erősítéséhez, valamint az ízületek mozgástartományának növeléséhez és megfelelő szinten tartásához.

### Túlzóan barátságos (mértéktelenül szociális) személyiség
A Williams-szindrómás gyerekek rendkívül szeretetreméltó egyéniségek. Egyedülállóan kifejezőerejű nyelvi jártassággal rendelkeznek, nagyon barátságosak és általában udvariasak (bár viselkedésük tolakodásként is félreértelmezhető). Idegenekhez abszolút bizalommal közelednek, minden gátlás és félelem nélkül. Szívesebben teremtenek kontaktust felnőttekkel, mint a saját kortársaikkal. Egyéniségük a legtöbb esetben fantasztikusan nyitott. Igazi társasági lények, szeretnek barátkozni, beszélgetni (idegenekkel néha aggasztóan, minden kontroll nélkül). Lényükből sugárzik az öröm, a boldogság, és szeretet. Ez utóbbi az igazi életelemük, bár időnként szélsőségesen viselkednek. A kapcsolatteremtés és -fenntartás kedvéért hajlamosak a csapongó, „értelmetlen” (felületes) fecsegésre, sőt - minden rossz szándék nélkül - teljesen valótlan történetek valósként való előadására is.

### Nyelvi sajátosságok
Anyanyelvükön kívül idegen nyelvek is szinte rájuk ragadnak. Azonban nyelvérzékük nem mondható általánosan jónak, inkább csak sajátosnak: bizonyos területeken kiemelkedő teljesítményt nyújtanak, más területeken viszont messze az átlag alatt teljesítenek.

### Mozgáskoordinációs problémák
Sok Williams-szindrómás gyermekkorától kezdve küzd mozgásproblémával: nehezen tanulnak meg biciklizni, gombolkozni, vagy járni, egyeseknek a lejtőn vagy hepehupás talajon való séta is több-kevesebb nehézséget okoz.

### Késleltetett fejlődés, tanulási nehézségek, figyelem- és koncentrációhiány
A Williams-szindrómás emberek többsége szenved valamilyen fokú intellektuális fogyatékosságtól. Intelligenciahányadosuk 40-80 közötti értékek között mozog. A gyermekkori fejlődés lassabb. Az olyan fejlődési mérföldköveket, mint a járás, beszéd, szobatisztaság, gyakran a normálisnak tekintettnél később érik el. A későbbi gyermekkorban általános probléma a figyelmük könnyű elterelhetősége, mely gond fokozatosan javul, ahogy a gyermek idősebbé válik. Az idősebb gyermekeknek és a felnőtteknek vannak intellektuális erősségeik és gyengeségeik. Nem beszélhetünk általános mentális retardációról, még gyenge fokúról sem, mert nem minden funkció egyformán érintett. Néhány intellektuális területen (pl: a verbalitás, hosszú távú memória, szociális képességek, nyelvérzék, muzikalitás) teljesítőképességük kifejezetten jó, esetenként meghaladja a normális szintet. Ugyanakkor egyéb területeken (mint pl.: finom motoros, téri-vizuális, matematikai, térbeli integrációs képességek) határozottan gyengébb.

## A Williams-szindróma diagnosztizálása
Nagyon sok egyén, aki ebben a betegségben szenved, sajnos diagnosztizálatlan marad, vagy csak egy relatív késői korban sikerül diagnosztizálni. Még az USA-ban is csak a betegek kb. 25%-a diagnosztizált. Ennek egyik oka az, hogy nem mindenkiben fordul elő minden tünet egyszerre, ezért nem könnyű a Williams-szindrómát felismerni. Ez óriási probléma, hiszen ahogy a fentiekből is kiderül, a betegeknek esetleg számos súlyos és progresszív egészségi problémával kell szembenézniük. Tehát a korai felismerés alapvető fontosságú a további életminőség és életkilátások szempontjából. Ezért, ha a tünetek közül néhány együtt van, akkor érdemes elmenni például az Országos Kardiológiai Intézetbe, vagy a budapesti II. sz. Gyermekklinikára, ahol ma már nagy biztonsággal képesek diagnosztizálni. Ezután a klinikai diagnózist egy egyszerű vérvizsgálat segítségével genetikailag is megerősíthetik. A fluoreszcensz in situ hibridizáció (FISH) nevű technika segítségével a vérből a 7. kromoszómán az elasztin deléció a Williams szindrómások 95-98%-ában kimutatható. Egy egyszerű vérvétel után a vérmintát két megfelelően színezett jelzőanyaggal kezelik, melyek fluoreszkáló fényt bocsátanak ki ultraviola besugárzás hatására. Az egyik jelzőanyag hozzákapcsolódik a sejt hetes kromoszómájának mindkét példányához, láthatóvá téve azokat. Amikor a kromoszóma mindkét példányán működik az elasztin gén, akkor a másik színű fluoreszcens jelzőanyag is hozzájuk kapcsolódik egy másik helyen. Azonban deléció esetén csak az egyik hetes kromoszóma példány, és nem mind a kettő, fogja az elasztin génre jellemző fluoreszcens foltocskát mutatni. Ha a FISH teszt bizonyítja az elasztin gén hiányát az egyik hetes kromoszóma példányon, akkor bizonyítottnak tekintik a WS diagnózisát.